# Анжелика Сидорова
Анжелика Александровна Сидорова (рус. Анжелика Александровна Сидорова; Москва, 28. јун 1991.) руска је атлетичарка која је освојила златну медаљу на Светском првенству 2019. и сребрну на медаљу на Олимпијским играма 2020. у скоку мотком. Такође је освојила сребрне медаље на Светском првенству у дворани 2014. и Европском првенству у дворани 2013.
Лични рекорд Сидорове је 5,01 м, постављен на финалу Дијамантске лиге у Цириху 2021. чиме је постала једна од малог броја атлетичарки које су прескочиле 5 метара у скоку мотком.

## Награде
Добитница је спортске награде Понос Русије за 2020. у номинацији за Спортисткињу године у Русији.

## Међународна такмичења
| Година                   | Такмичење                           | Место                           | Позиција              | Дисциплина            | Резултат              | Белешка               |
| Представљајући Русију    | Представљајући Русију               | Представљајући Русију           | Представљајући Русију | Представљајући Русију | Представљајући Русију | Представљајући Русију |
| ------------------------ | ----------------------------------- | ------------------------------- | --------------------- | --------------------- | --------------------- | --------------------- |
| 2010                     | Светско првенство за јуниоре        | Монктон, Канада                 | 4.                    | Скок мотком           | 4.05 м                |                       |
| 2013                     | Европско првенство у дворани        | Гетеборг, Шведска               | 3.                    | Скок мотком           | 4.62 м                |                       |
| 2013                     | Европско првенство за млађе сениоре | Тампере, Финска                 | 2.                    | Скок мотком           | 4.60 м                |                       |
| 2014                     | Светско првенство у дворани         | Сопот, Пољска                   | 2.                    | Скок мотком           | 4.70 м                |                       |
| 2014                     | Европско првенство                  | Цирих, Швајцарска               | 1.                    | Скок мотком           | 4.65 м                |                       |
| 2015                     | Европско првенство у дворани        | Праг, Чешка Република           | 1.                    | Скок мотком           | 4.80 м                |                       |
| 2015                     | Светско првенство                   | Пекинг, Кина                    | –                     | Скок мотком           | Без пласмана          |                       |
| Као независна такмичарка |                                     |                                 |                       |                       |                       |                       |
| 2017                     | Светско првенство                   | Лондон, Уједињено Краљевство    | –                     | Скок мотком           | Без пласмана          |                       |
| 2018                     | Светско првенство у дворани         | Бирмингем, Уједињено Краљевство | 2.                    | Скок мотком           | 4.90 м                |                       |
| 2018                     | Европско првенство                  | Берлин, Немачка                 | 4.                    | Скок мотком           | 4.70 м                |                       |
| 2018                     | Континентални куп                   | Острава, Чешка Република        | 1.                    | Скок мотком           | 4.85 м                |                       |
| 2019                     | Европско првенство у дворани        | Глазгов, Уједињено Краљевство   | 1.                    | Скок мотком           | 4.85 м                |                       |
| 2019                     | Светско првенство                   | Доха, Катар                     | 1.                    | Скок мотком           | 4.95 м                |                       |
| 2021                     | Олимпијске игре                     | Токио, Јапан                    | 2.                    | Скок мотком           | 4.85 м                |                       |